# Andrew Poturalski
Andrew Poturalski, född 14 januari 1994 i Williamsville, är en amerikansk professionell ishockeyforward som är kontrakterad till Anaheim Ducks i NHL och spelar för deras farmarlag San Diego Gulls i AHL. 
Han har tidigare spelat på NHL-nivå för Carolina Hurricanes och på lägre nivåer för Charlotte Checkers i AHL, New Hampshire Wildcats (University of New Hampshire) i National Collegiate Athletic Association (NCAA) och Cedar Rapids Roughriders i United States Hockey League (USHL).
Poturalski blev aldrig draftad av någon NHL-organisation.

## Statistik
| Källa: Utv = Utvisningsminuter Uppdaterad: 2017-04-05 | Källa: Utv = Utvisningsminuter Uppdaterad: 2017-04-05 | Källa: Utv = Utvisningsminuter Uppdaterad: 2017-04-05 |                    | Grundserie         | Grundserie         | Grundserie         | Grundserie         | Grundserie         |                    | Slutspel           | Slutspel           | Slutspel           | Slutspel           | Slutspel |
| Säsong                                                | Lag                                                   | Liga                                                  | Matcher            | Mål                | Assists            | Poäng              | Utv                | Matcher            | Mål                | Assists            | Poäng              | Utv                |                    |          |
| ----------------------------------------------------- | ----------------------------------------------------- | ----------------------------------------------------- | ------------------ | ------------------ | ------------------ | ------------------ | ------------------ | ------------------ | ------------------ | ------------------ | ------------------ | ------------------ | ------------------ | -------- |
| 2008–2009                                             | Nichols School                                        |                                                       | 21                 | 13                 | 6                  | 19                 | —                  | —                  | —                  | —                  | —                  | —                  |                    |          |
| 209–2010                                              | Nichols School                                        |                                                       | Statistik ej känd. | Statistik ej känd. | Statistik ej känd. | Statistik ej känd. | Statistik ej känd. | Statistik ej känd. | Statistik ej känd. | Statistik ej känd. | Statistik ej känd. | Statistik ej känd. | Statistik ej känd. |          |
| 2010–2011                                             | Nichols School                                        |                                                       | 14                 | 13                 | 10                 | 23                 | 26                 | 4                  | 8                  | 0                  | 8                  | 4                  |                    |          |
| 2011–2012                                             | Buffalo Jr. Sabres                                    | OJHL                                                  | 33                 | 16                 | 22                 | 38                 | 32                 | 8                  | 5                  | 2                  | 7                  | 4                  |                    |          |
|                                                       | Cedar Rapids Roughriders                              | USHL                                                  | 2                  | 2                  | 1                  | 3                  | 0                  | —                  | —                  | —                  | —                  | —                  |                    |          |
| 2012–2013                                             | Cedar Rapids Roughriders                              | USHL                                                  | 53                 | 12                 | 21                 | 33                 | 43                 | —                  | —                  | —                  | —                  | —                  |                    |          |
| 2013–2014                                             | Cedar Rapids Roughriders                              | USHL                                                  | 60                 | 27                 | 37                 | 64                 | 28                 | 4                  | 2                  | 1                  | 3                  | 2                  |                    |          |
| 2014–2015                                             | New Hampshire Wildcats                                | NCAA                                                  | 40                 | 14                 | 15                 | 29                 | 16                 | —                  | —                  | —                  | —                  | —                  |                    |          |
| 2015–2016                                             | New Hampshire Wildcats                                | NCAA                                                  | 37                 | 22                 | 30                 | 52                 | 24                 | —                  | —                  | —                  | —                  | —                  |                    |          |
|                                                       | Charlotte Checkers                                    | AHL                                                   | 16                 | 2                  | 3                  | 5                  | 0                  | —                  | —                  | —                  | —                  | —                  |                    |          |
| 2016–2017                                             | Carolina Hurricanes                                   | NHL                                                   | 1                  | 0                  | 0                  | 0                  | 0                  | —                  | —                  | —                  | —                  | —                  |                    |          |
|                                                       | Charlotte Checkers                                    | AHL                                                   | 69                 | 16                 | 32                 | 48                 | 32                 | —                  | —                  | —                  | —                  | —                  |                    |          |
| NHL totalt                                            | NHL totalt                                            | NHL totalt                                            | 1                  | 0                  | 0                  | 0                  | 0                  | —                  | —                  | —                  | —                  | —                  |                    |          |
| AHL totalt                                            | AHL totalt                                            | AHL totalt                                            | 85                 | 18                 | 35                 | 53                 | 32                 | —                  | —                  | —                  | —                  | —                  |                    |          |
| NCAA totalt                                           | NCAA totalt                                           | NCAA totalt                                           | 77                 | 36                 | 45                 | 81                 | 40                 | —                  | —                  | —                  | —                  | —                  |                    |          |
| USHL totalt                                           | USHL totalt                                           | USHL totalt                                           | 115                | 41                 | 59                 | 100                | 71                 | 4                  | 2                  | 1                  | 3                  | 2                  |                    |          |